# تونی مادیگان
تونی مادیگان (انگلیسی: Tony Madigan; ۴ فوریهٔ ۱۹۳۰ – ۲۹ اکتبر ۲۰۱۷) ورزشکار بوکس اهل استرالیا بود.
وی در مسابقات کشوری و بین‌المللی در مجموع برندهٔ ۲ مدال طلا، ۱ مدال نقره، ۱ مدال برنز شده‌است.